# Pietro Ubaldi
Pietro Ubaldi (Milano, 21 settembre 1955) è un doppiatore, attore e conduttore televisivo italiano.

## Biografia
Nato a Milano, attivo soprattutto nel campo del doppiaggio di cartoni animati e videogiochi, al cinema ha doppiato Geoffrey Rush, nel ruolo di Hector Barbossa, nei film della saga di Pirati dei Caraibi. Ha inoltre doppiato Jeremy Clarkson in tutte le puntate della serie BBC Top Gear.
Ha condotto la trasmissione per bambini Game Boat, in onda su Rete 4 in fascia preserale dal 1996 al 1999, di cui interpretava anche la sigla assieme al Coro dei Piccoli Cantori di Milano. Inoltre è stato uno dei creatori del programma Bim Bum Bam, al quale ha contribuito come attore e doppiatore: infatti dal 1994 è la voce del pupazzo Uan, al posto di Giancarlo Muratori, scomparso nel 1996. Dal 2003 è la voce di Doraemon nell'omonima serie animata e dal 2004 di Patrick Stella in SpongeBob; infine ha doppiato alcuni personaggi nelle serie e film di Dragon Ball e nei film di Barbie, oltreché Meowth del Team Rocket (Pokémon) come seconda voce.
Dal 2004 è lo speaker ufficiale di Boing. Nel 2015 ha partecipato come concorrente a Italia's Got Talent nei panni del pupazzo Ucio Bicio. Come voce del pupazzo Four ha inciso dal 1986 al 1992 le sigle del programma Ciao Ciao, cominciando con Giorgia Passeri (nel 1986 e 1987), Debora Magnaghi (nel 1988), Paola Tovaglia (dal 1989 al 1991), Flavio Albanese (nel 1990 e 1991), Marco Milano e Davide Garbolino (voce di Fourino, nel 1990) e infine Guido Cavalleri e Marta Iacopini (nel 1991).
Nel 2023 entra a far parte del cast di Disneiamo, uno spettacolo musicale che celebra il centenario dell'animazione Disney con la partecipazione di Stefano Bersola, Giulia Ottonello e Giorgia Vecchini.

## Doppiaggio

### Cinema
- Geoffrey Rush in La maledizione della prima luna, Pirati dei Caraibi - La maledizione del forziere fantasma, Pirati dei Caraibi - Ai confini del mondo, Pirati dei Caraibi - Oltre i confini del mare, Pirati dei Caraibi - La vendetta di Salazar
- Ving Rhames in Piranha 3DD
- Patton Oswalt in Il luogo delle ombre
- Edward Herrmann in Prima ti sposo poi ti rovino
- Peter MacNeill in Terra di confine - Open Range
- Richard Kind in Argo
- Anthony Ray Parker in Presa mortale
- Matt Malloy in La donna perfetta
- Gheorghe Mureșan in My Giant
- David Proval in Smokin' Aces
- Omid Djalili in The Calcium Kid
- Steve Pemberton in Guida galattica per autostoppisti
- Pete Postlethwaite in Rat
- Mike Epps in Due sballati al college
- Mouss Diouf in Il raid
- Kôichi Ueda in Godzilla contro Biollante
- Kendo Kobayashi in Yattaman - Il film
- Cleo Reginald Pizana in My One and Only
- Joe Pingue in Il Natale più bello di sempre
- Pruitt Taylor Vince in The Devil's Candy
- Arcimboldo in Il cosmo sul comò
- Chris Berman in Eddie - Un'allenatrice fuori di testa
- Marco Lorenzini in Dio esiste e vive a Bruxelles
- Ramon Agirre in Errementari - Il fabbro e il diavolo

### Serie televisive
- Richard Kind in Scrubs - Medici ai primi ferri, Spin City (st. 2-6), Still Standing, The Good Wife, Elementary, I'm Dying Up Here - Chi è di scena?, The Goldbergs, Penny Dreadful: City of Angels
- Salvatore Landolina e Giuliano in Love Me Licia, Licia dolce Licia, Teneramente Licia, Balliamo e cantiamo con Licia
- Matt Boren, Bryan Krasner, Michael Gladis, Danny Glover in How I Met Your Mother
- Frank Nelson (6x01 e 6x03) e Howard Platt in Sanford and son
- Jeremy Clarkson in Top Gear
- Guy Fieri in A tavola con Guy
- Vic Parrino in Spie al ristorante (ep. 4x04)
- Paul Benedict in I Jefferson
- Michael Bowen in Lost
- Joe Marinelli in Victorious
- Patrick Macnee in Automan, episodio pilota
- Ivan Kaye (st. 4) in Vikings
- Steve Schirripa (1ª voce) in Blue Bloods
- Graham Beckel in Halt and Catch Fire
- Barney in Barney
- Steve Coulter in The Purge
- Kevin Chamberlin in Outer Range
- Jim O'Heir in Better Call Saul
- Francisco Dantas in Marina
- Roberto Pirillo in Ciranda de pedra
- Edwin Luisi in Magia
- John Lithgow in The Crown (st. 3)
- Cardenas in Pálpito
- Thomas Douglas in Frieden - Il prezzo della pace

### Film d'animazione
- Meowth in Pokémon: Jirachi Wish Maker, Pokémon: Destiny Deoxys, Pokémon: Lucario e il mistero di Mew, Pokémon Ranger e il Tempio del Mare, Pokémon: L'ascesa di Darkrai, Pokémon: Giratina e il Guerriero dei Cieli, Pokémon: Arceus e il Gioiello della Vita, Pokémon: Il re delle illusioni Zoroark, Il film Pokémon: Nero - Victini e Reshiram e Bianco - Victini e Zekrom, Il film Pokémon - Genesect e il risveglio della leggenda, Il film Pokémon - Diancie e il bozzolo della distruzione, Il film Pokémon - Hoopa e lo scontro epocale, Il film Pokémon - Volcanion e la meraviglia meccanica, Il film Pokémon - Scelgo te!, Il film Pokémon - In ognuno di noi, Pokémon: Mewtwo colpisce ancora - L'evoluzione, Il film Pokémon - I segreti della giungla
- Doraemon in Doraemon - The Movie: Le 1000 e una notte, Doraemon - The Movie: Il Regno delle Nuvole, Doraemon - The Movie: Il dinosauro di Nobita, Doraemon - Il film, Doraemon - Il film: Le avventure di Nobita e dei cinque esploratori, Doraemon - Il film: Nobita e gli eroi dello spazio, Doraemon - Il film: Nobita e la nascita del Giappone, Doraemon - Il film: Nobita e la grande avventura in Antartide "Kachi Kochi", Doraemon - Il film: Nobita e l'isola del tesoro, Doraemon - Il film: Nobita e le cronache dell'esplorazione della Luna, Doraemon - Il film 2, Doraemon - Il film: Nobita e il nuovo dinosauro, Doraemon - Il film: Nobita e le piccole guerre stellari 2021, Doraemon - Il film: Nobita e l'Utopia celeste, Doraemon - Il film: Nobita e la sinfonia della Terra, Doraemon - Il film: Nobita e il racconto del mondo della pittura
- Scooby-Doo in Scooby-Doo e l'isola degli zombie, Scooby-Doo e il fantasma della strega, Scooby-Doo e il viaggio nel tempo, Scooby-Doo e la leggenda del vampiro, Scooby-Doo e il terrore del Messico, Scooby-Doo e il mostro di Loch Ness, Aloha, Scooby-Doo!, Scooby-Doo e la mummia maledetta
- Patrick Stella in SpongeBob - Il film, SpongeBob - Fuori dall'acqua, SpongeBob - Amici in fuga, Saving Bikini Bottom, Plankton - Il film
- Juzo Okita in Corazzata spaziale Yamato, Addio Yamato
- Boris in Balto - Il mistero del lupo, Balto - Sulle ali dell'avventura
- Spike in Alla ricerca della Valle Incantata 7 - La pietra di fuoco freddo, Alla ricerca della Valle Incantata 8 - Avventura tra i ghiacci
- Sceriffo in Cars 2, Cars 3
- Re Vegeta in Dragon Ball Z - Il Super Saiyan della leggenda (ridoppiaggio), Dragon Ball Super - Broly
- Karin in Dragon Ball - Il torneo di Miifan (ridoppiaggio), Dragon Ball Z - Il destino dei Saiyan (ridoppiaggio)
- Katakuriko Matsudaira in Gintama the Movie: A New Translation - Capitolo di Benizakura, Gintama the Movie: The Final
- Topo ne Il vento tra i salici, La banda del fiume
- Sagat, Balrog e Dhalsim in Street Fighter II: The Animated Movie
- Capitano Grobal e fotografo in Macross - Il film
- Amilcare in Alla ricerca di Nemo
- Angelo di Johnny ne Lo scrigno delle sette perle (edizione 1987)
- Babbo Natale ne Il segreto di Babbo Natale
- Bach ne La scuola più pazza del mondo
- Bravo ne La grande impresa dell'ispettore Gadget
- Brutus in Piuma, il piccolo orsetto polare
- Capitano Cragg in Alla ricerca di Babbo Natale
- Capitan Sciabola in Capitan Sciabola
- Capo Sekhuru in Zambezia
- Carlos ne Gli Abrafaxe e i pirati dei Caraibi
- Comare volpe in Coonskin Coonskin
- Darkrai in Pokémon: L'ascesa di Darkrai
- Drittone ne I tre porcellini (1995)
- Gippus in Monsters Hotel
- I migù in Mià e il Migù
- Il mago ne Il barbiere del Re
- Il re in Mio mini pony - Il film
- Janemba in Dragon Ball Z - Il diabolico guerriero degli inferi (ridoppiaggio)
- Jimbe in One Piece Film: Red
- Julius in Seafood - Un pesce fuor d'acqua
- Kilowog in Lanterna Verde - Prima missione
- Kev in Happy Feet
- Lord Slug in Dragon Ball Z - La sfida dei guerrieri invincibili (ridoppiaggio)
- Monkey D. Garp in One Piece Stampede
- Moochick in Mio mini pony - Salvataggio dal castello di mezzanotte
- Moonk in Hammerboy
- Munetake in Mobile Battleship Nadesico - The Movie - Il principe delle tenebre
- Nereus in Appleseed
- Ollie il gigante in Barbie e la magia di Pegaso
- Orlando Campano in Overlord - Il film: Capitolo del Santo Regno
- Oswald Whistler in Il professor Layton e l'eterna Diva
- Ottone in Dragon Ball - Il cammino dell'eroe (ridoppiaggio)
- Pingi in Pingu - Un matrimonio speciale
- Porcupine ne La grande caccia all'Uovo di Pasqua
- Predatore Mascherato in Pokémon 4Ever
- Pumpolonio in Impy e il mistero dell'isola magica
- Re Gourmet in Dragon Ball - La leggenda delle sette sfere (ridoppiaggio)
- Re dei topi ne L'incredibile avventura del Principe Schiaccianoci
- Re Topo in Barbie e lo schiaccianoci
- Rebi Ra in Demon City Shinjuku, la città dei mostri
- Gasback in Trigun: Badlands Rumble
- Snowplow in I nove cani di Babbo Natale
- Terrakion ne Pokémon: Kyurem e il solenne spadaccino
- Tessai in Ninja Scroll
- The Undertaker in Surf's Up 2 - Uniti per vincere
- Zartog in Space Chimps 2 - Zartog colpisce ancora

### Serie animate
- 80 sogni per viaggiare: Carlos
- A scuola di magie - U.B.O.S.: Goetz
- Alice nel Paese delle Meraviglie: Bianconiglio
- Allacciate le cinture! Viaggiando si impara: Liz
- American Dragon: Jake Long: Fu Dog
- Anatole: Gaston
- Animali in mutande: Octo
- Archibald l'alca impenne: Archibald
- Arriva Paddington: Paddy
- Assassination Classroom: Smog
- Automodelli - Mini 4WD: Saggio Poe
- Bad Dog - Un cane che più cane non c'è: Vick Potanski e il cane Berkley
- Baki Hanma: Doppo Orochi
- Batman (1992): Barone Waclaw Jozek, Sydney Debris e Yoru Sensei
- Batman: The Brave and the Bold: Music Meister
- Beethoven - La serie animata: Alice Newton
- Benny & Ralph: due cuccioli per amici: Omar
- Bentornato Topo Gigio: Paco
- Biancaneve: Brontolo
- Blaze e le mega macchine: Zeg
- Bleach : Jidanbō Ikkanzaka
- Blu Baloon: Adventure
- Breadwinners - Anatre fuori di testa: Mostro miniera
- Brividi e polvere con Pelleossa: Pelleossa
- Bubble Guppies - Un tuffo nel blu e impari di più: Signor Cernia
- CatDog: Cat
- Celebrity Deathmatch: Johnny Gomez
- Cenerentola: Paco
- Che drago di un drago: Re Barbis III
- Che famiglia è questa Family!: D.J (episodio 13)
- Chi la fa, l'aspetti! - Iznogoud: Alì Dormir
- Ciao io sono Michael: Michael
- City Hunter: Cameriere, Carpanesi, Grandi, Camillo, Massimo, Jerry Smith, Ispettore
- Claymore: Duff
- Col vento in poppa verso l'avventura: Pat
- Conan the Adventurer: Snag
- Conte Dacula e Danger Mouse: Conte Dacula
- Cosmowarrior Zero: Rubia
- Curiosando nei cortili del cuore: Norigi
- D'Artacan / Il ritorno di D'Artacan: Pom (2ª voce)
- DanDaDan: Professore di Momo (ed. Crunchyroll)
- Daniel Tiger: Re Venerdì
- David Gnomo amico mio / Nel meraviglioso mondo degli gnomi: David
- Denny: George Wilson
- Dofus - I tesori di Kerubim: Kerubim Crepan
- Doraemon: Doraemon (edizione Merak Film)[2][3]
- Draghi e draghetti: Zak
- Dragon Ball: Balzàr (2ª voce), Androide 8/Ottavio (2ª ediz.)
- Dragon Ball Z: Balzar, C-16, Yakon, Bibbidy e bandito (ep. 287)
- Dragon Ball GT: Ryan Shenron
- Dragon Ball Super: Re Vegeta, Balzar, Gryll, Senbei Norimaki (ep. 69) e Toppo
- Drawn Together: Hulk (ep. 31), Giudice Biscotto, Gigante (ep.26) Tony Tiger (ep.32), e Scooby-Doo (ep. 35)[4]
- Dr. Slump (2º doppiaggio, serie 1980/86): Dr. Senbei "Slump" Norimaki[2]
- Dr. Stone: Ibara
- È piccolo, è bionico, è sempre Gadget: Gadget Boy
- El Tigre: Nonno Rivera / Puma Loco
- Elisir di lunga strizza: Wadislas Krolak
- Elliott il terrestre: Invisibill
- Ever After High: Milton Grimm
- Fate/Apocrypha: Spartaco
- Fire Force: Iron
- Fl-eek Stravaganza: Fleek
- Gintama: Katakuriko Matsudaira (2ª voce)
- Gioca e suona con Cristina: Cirillo
- Giù la maschera duca Filippo: Duca Filippo
- Giulio Coniglio: Dottor Guffo
- Gli Abissi: Capitano Hammerhead
- Gli amici Cercafamiglia: Ugola
- Gli orsetti del cuore (2ª serie): Cuordileone e Morso Di Gelo
- Gormiti, che miti: Magmion, Orrore Profondo, Malvagius il Terribile, Lo Strappapensieri
- Hell's Paradise: sovrintendente
- He-Man and the Masters of the Universe: Beast Man
- I Bi-Bi: Saggio Blu
- I cavalieri del drago: nonno Ubaldo
- I favolosi Tiny: Dizzy Devil e Yosemite Sam
- I mille colori dell'allegria[5]: Schaeffer
- I racconti del cimitero: Vecchio pirata
- I ragazzi, il mare e la pioggia: Sindaco Udon
- I Ronfi: Panda
- I Superamici: Aquaman
- I Troll: Ercole
- Il calendario dell'avvento: Renna / Voce narrante
- Il laboratorio di Dexter: Koosalagoopagoop
- Il mio amico Huck: padre di Huck
- Inazuma Eleven GO: Sig. Veteran e Dave Quagmire
- Inazuma Eleven GO Chrono Stones: Clark Wonderbot
- Indagini a quattro zampe: Casey Kelly
- Insuperabili X-Men e X-Men: Evolution: Bestia/Dott. Hank McCoy[2]
- Jacob due due: Zanna
- Jim Jam e Sunny: Mouth
- Junior, pianta mordicchiosa: Junior
- Justice League e Justice League Unlimited: John Stewart/Lanterna Verde
- Kirby: Kabu
- Kiss Me Licia: Marrabbio e Giuliano[2]
- L'incantevole Creamy: Padre di Pentagramma
- L'invincibile Ercole: Ercole
- L'incredibile Hulk: Ben Grimm/La Cosa
- La famiglia dei perché: Voce narrante
- La leggenda del vento del nord: Martin
- La Pantera Rosa: Pantera Rosa
- La Pantera Rosa & Co.: Oritteropo
- Le fiabe più belle: Genio, Bestia, Lupo, Leone, Coniglio bianco, Stregatto, Nonno di Heidi, Padre di Hansel e Gretel, personaggi vari
- Le fiabe son fantasia: Padre di Hansel e Gretel, Bestia, Cacciatore, Bambolo, Re, personaggi vari
- Le nuove avventure di Zorro (1981): Ramon
- Libri in TV: Leo
- Little Charmers: Picolmanchinphit
- Little Witch Academia: Signor Holbrooke
- Lo show di Ren e Stimpy: Grillone Parlante
- Lovely Sara: Monsieur Dupont, postino
- Lupin III - Ritorno alle origini: Personaggi secondari
- M.A.S.K.: Miles Mayhem
- Maggie e l'incredibile Birba: Birba
- Magic Lessons: Potius
- Magica magica Emi: Moko
- Mare, sole e... Costa: Sindaco
- Marsupilami: Marsupilami (2ª voce)
- Max Adventures: Shadow Master
- Megalopolis: Kato
- Memole dolce Memole: Bemolle
- Molla l'osso Briscola: Bullt
- Monster Allergy: Bombo, Theo
- Monster Hotel: Gibbus
- Morphle: Padre di Mila, personaggi maschili vari
- Mortadello e Polpetta: la coppia che scoppia: Mortadello
- Mostri o non mostri... tutti a scuola: Frankentyke
- My Hero Academia: Capitano Selkie
- Nanako - Manuale di genetica criminale: Joji Ogami
- Naruto / Naruto Shippuden: Gamabunta, Homura Mitokado
- Noddy: Orecchioni
- Notizie da prima pagina: Fantasio
- Numb Chucks: Woodchuck Norris
- Old Tom: Tom
- Ondino: Icaro
- One Piece: Buchi, Tom, Clover, Jinbe, Monkey D. Garp (1ª voce), Zef (3ª voce), Hacchan (3ª voce), Chaka (2º voce), Jesus Burgess (2ª voce), Breed, Don Chinjao e Charlotte Counter
- Oscar e le sette note perdute: Voce narrante
- Over the Garden Wall - Avventura nella foresta dei misteri: il Taglialegna
- Overlord: Gu e Comandante generale
- Patlabor: Isao Ota
- Pazze risate per mostri e vampiri: Zombunny, agente SempreStanco
- Peppa Pig: Signor Labrador
- Peter e Isa: un amore sulla neve: Albert
- Peter Pan e Nel covo dei pirati con Peter Pan: Capitan Uncino
- Pic Me: Neville
- Picchiarello: Wally Walrus
- Piccola, bianca Sibert: Grafite
- Pirati si nasce: Victor il Rosso
- Pokémon: Meowth (dalla 7ª stagione)[3]
- Poochini: Poochini
- Power Stone: Apollo
- Prendi il mondo e vai: Padre di Tom
- Principessa dai capelli blu: Speaky
- Pupazzi dimenticati: Uan, Ullallà, Five
- Quattro amici per una missione intorno al mondo: Pasticcio
- Quella strana fattoria: Rex
- Ratti matti: Razmo
- Ritorno al futuro: Biff Tannen
- Robin Hood: Frate Tuck
- Ryo, un ragazzo contro un impero: Giordano
- Sailor Moon: Artemis[2], Nonno di Rea
- Sandy dai mille colori: Carmelo
- Sceriffi delle stelle: Generale Gattler
- Scuola di polizia: Personaggi vari
- Shaman king: Peyote Díaz
- Si salvi chi può! Arriva Dennis: Gnasher
- Simsalagrimm: Doc Croc
- SlugTerra - Lumache esplosive: dottor Thaddius Blakk
- Sonic (prima serie animata 1993), Sonic (seconda serie animata 1993), Sonic Underground: Sonic
- Space Goofs - Vicini, troppo vicini!: Panzerotto
- Spank: Spank (ridoppiaggio nelle ultime serie)
- Spider Riders: Lord Mantide[6]
- SpongeBob / Kamp Koral: SpongeBob al campo estivo / Lo show di Patrick Stella: Patrick Stella
- Spy × Family: Donovan Desmond
- T.U.F.F. Puppy: Camaleonte
- Tazmania: Taz
- The Baskervilles: Brian Baskerville
- That Time I Got Reincarnated as a Slime: Kaijin
- The Batman: Arnold Wesker / Il ventriloquo / Scarface, Giudice Wigzell[7]
- The DaVincibles: Aka
- The Tick: Tick
- Re:Zero - Starting Life in Another World: Rom
- This Is America, Charlie Brown: John Smith
- Tokyo Private Police: Isamu Ōyama
- Transformers Animated: Lugnut
- Transformers: Prime: Bulkhead
- Trulli Tales: Copperpot[8]
- Tutti in viaggio verso Pandalandia: Hopper
- Uffa! Che pazienza: Gigione e Leggerio
- Un fiocco per sognare, un fiocco per cambiare: Pocotà
- Un incantesimo dischiuso tra i petali del tempo per Rina: Filiberto
- Un regno magico per Sally: Dabudabu
- Un tritone per amico: Newt
- Unicorn Academy: Ash
- Universi paralleli per Bucky O'Hare: Tempesta
- Viaggiamo con Benjamin: Benjamin
- Viaggiando nel tempo: Abdullah
- Vinland Saga: Leif Erikson (stagione 2)
- Vola mio mini pony: Capitano Crab
- W.I.T.C.H.: Wathek
- Walter Melon: Walter Melon
- Where's Wally?: Filippo
- Winx Club: Mr. Nasser
- Yu-Gi-Oh! GX: Thelonious Viper
- Bocchi the Rock!: Giudice
- Yu-Gi-Oh! Zexal: Housaku Yasai
- Yui - Ragazza virtuale: I.R.
- Zak Storm: Calabrass
- Phantom Blood - Dario Brando[9]

### Videogiochi
- Abraracourcix, Giulio Cesare, Fachiro Chilosà, Legionario, Giudice, Assurancetourix e Ventolax in Asterix e la sfida di Cesare (1996)[10]
- Agente 32, Pilota, Controllore e Turista in The Feeble Files (1997)[11]
- Capo Mullock, Mudokons e Glukkons in Oddworld: Abe's Oddysee (1997)
- John Vernon, David Wellington, Al King e Poliziotto in Black Dahlia (1998)[12]
- Terrador, Erborio, Sniff e Bilioso in The Legend of Spyro Trilogy (1998)
- Chuck in Gas-Gas entra in gara (1998)[13]
- Amici in Heart of Darkness (1998)[14]
- Direttore del circo di Dumbo ne La rivincita dei Cattivi (1999)[15]
- Mercante, carpentiere, barca da commercio, lavoratore, bibliotecario, sacerdote di Seth, esattore e raccoglitore di legna in Faraon (1999)[16]
- Alby e Signor De Paguris in Freddi Pesce - Il caso dei maialini con le pinne (1999)[17]
- Papaquercia in Forestia (1999)
- Messer Orso, Fratello Cinghiale, fratello Cetriolo di mare e messer Orso polare in Le avventure di Pongo: Gli animali (2000)[18]
- Professor Pinkus, postino e millepiedi in Fuzzy e Floppy - Il raggio magico[19] (2000)
- Nonno albero, arachide e riso in Le avventure di Pongo - Gli insetti e le piante (2001)[20]
- Direttore del circo e alcune carte in La rivincita dei Cattivi (2001)[21]
- Bestia, Isodoro Bellepiume, Gedeone Bellepiume, Padre e Cavaliere Basso in La Bella o la Bestia (2001)[22]
- Rubeus Hagrid e Filius Vitious in Harry Potter e la pietra filosofale (2001)[23]
- Agente K e Imperatore Fmerv in Men in Black - The Series: Crashdown (2001)
- Il Signore dei Sarafan in Blood Omen 2: Legacy of Kain (2002)
- Dragone in Le avventure di Pongo - Il mondo perduto (2002)[24]
- Filius Vitious in Harry Potter e la camera dei segreti (2002)[25]
- Grande albero, fior di loto, zio, Mimì, Muscolino e Cuore in Le avventure di Pongo - I misteri del corpo umano (2002)[26]
- Maginavicella, robot, squalo, dottor chi e papà in Le avventure di Pongo - Ritorno al futuro (2002)[27]
- C.J. Hornster in Vietcong (2003)
- Jinnai e Nasu in Tenchu: Wrath of Heaven (2003)[28]
- Consiglio e Marinaio in 20 000 leghe sotto i mari (2003)[29]
- MIG, Scorpion, Contaminatore e Tomahawk in Command & Conquer: Generals (2003)[30]
- Il pesce in Il gatto e il cappello matto (2003)[31]
- Alfred Woden in Max Payne 2: The Fall of Max Payne (2003)[32]
- Atticus Thorn in La casa dei fantasmi (2003)
- Simon Algo, Dottore e Guardia in Mission Impossible - Operation Surma (2003)[33]
- Inu in Prezzemolo in una giornata da incubo (2003)[34]
- Oin in Lo Hobbit (2003)[35]
- Tuareg, Ulytel, Giulio, conduttore di muli e lanciere ibico in Imperivm: Le guerre puniche (2003)[36]
- I Nativ in Kya: Dark Lineage (2003)[37]
- Il Signore degli Hylden e Mortanius in Legacy of Kain: Defiance (2003)[38]
- Simon Algo in Mission: Impossible - Operation Surma (2003)[39]
- Zulu 6 in Shadow Ops: Red Mercury (2004)[40]
- Shrek in Shrek 2 (2004)[41][42], Shrek terzo (2007)[43] e in Shrek e vissero felici e contenti (2010)[44]
- Detective Martin Soap ne Il Punitore (2004)[45]
- Automatix in Asterix & Obelix XXL (2004)[46]
- Bianconiglio, Brucaliffo, Cappellaio Matto e Ghignagatto in Alice nel paese delle meraviglie (2004)[47]
- Ygorl in Forgotten Realms: Demon Stone (2004)[48]
- Consigliere Elliot Swann in Doom 3 (2004)[49]
- Rico Velasquez in Killzone (2004),[50] Killzone: Liberation (2006),[51] Killzone 2 (2009)[52]
- Professor Vitious in Harry Potter e il prigioniero di Azkaban (2004)[53]
- Gleeman Vox in Ratchet: Gladiator (2005)[54]
- Patrick Stella in SpongeBob SquarePants: La creatura del Krusty Krab (2005)[55], SpongeBob - Il film (2005)[56]
- Sottufficiale, ripatatore FATVEE, trasporto V44, comanche RAH-66 e drone guardiano in Act of War: Direct Action (2005)[57]
- Maggiore Douglas Bridges in Area 51 (2005)[58]
- Willbur in Madagascar (2005)[59]
- Padre, Vecchio e Fratelli del Liquore (con Luca Sandri) in Black & White 2 (2005)[60]
- Spirito di Lupo e Sasquatch in Brave - Alla ricerca di Spirito Danzante (2005)[61]
- Commissario Letlev in Call of Duty 2 (2005)[62]
- Sergente Cortez in Timesplitters future perfect (2005)[63]
- Nonno Joe ne La fabbrica di cioccolato (2005)[64]
- Blastaar in I Fantastici 4 (2005)[65]
- Rubeus Hagrid in Harry Potter e il Calice di Fuoco (2005)[66]
- Guerriero e lanciere in Imperivm: Le grandi battaglie di Roma (2005)[67]
- Ortho in Kameo: Elements of Power (2005)
- Lorenzo Lombardo e Daniel Morris in Hitman: Blood Money (2006)[68]
- Barbossa in Pirati dei Caraibi: La leggenda di Jack Sparrow (2006),[69] Pirati dei Caraibi - Ai confini del mondo (2007),[70] Disney Infinity (2013)[71]
- Patrick Stella in SpongeBob e i suoi amici: Battaglia sull'isola del vulcano (2006)[72]
- Hercule Poirot in Agatha Christie: Assassinio sull'Orient Express (2006)[73]
- Conrad Morse in Borrow Hill (2006)[74]
- Voce narrante e Invasore in Caesar IV (2006)[75]
- Gaio Petronio, Spartaco e mendicanti in CivCity: Rome (2006)[76]
- Jacques Sauniere in Il codice da Vinci (2006)[77]
- Hawkeye in Desperados 2: Cooper's Revenge (2006)[78]
- Lothar in Dungeon Siege II (2006)[79]
- Rufus e Vincent in La gang del bosco (2006)[80]
- Papo in Cars - Motori ruggenti (2006)
- Joshua in Runaway 2: The Dream of the Turtle (2006)[81]
- Ratto della cucina in Ratatouille (2007)[82]
- Tihocan in Tomb Raider: Anniversary (2007)[83]
- Patrick Stella in SpongeBob e i suoi amici: L'attacco dei Toybot (2007)[84]
- He-Anrail, Fraazzz, Gajan e Pajaou in Avencast: Rise of the Mage (2007)[85]
- Romero in Driver 76 (2007)[86]
- Rubeus Hagrid, Filius Vitious e Grop in Harry Potter e l'Ordine della Fenice (2007)[87]
- Contrabbandiere e Cronk in Ratchet & Clank: Armi di distruzione (2007)
- Gongora in Lost Odyssey (2007)
- John Grimes in Turok (2008)
- Lucifero in Alone in the Dark (2008)[88]
- Il cuoco in La guida in cucina: Che si mangia oggi? (2008)[89]
- Dizzy Wallin in Gears of War 2 (2008)[90]
- Eric e Pandu in Jack Keane: Al riscatto dell'Impero britannico (2008)[91]
- Presentatore, Bostro ed Apenigma ne Il professor Layton e il futuro perduto (2008)
- Fiddlesticks, Twitch, Rengar e Warwick in League of Legends (2009)
- Arbiter Ripa 'Moramee in Halo Wars (2009)
- Honey Badger e Archer in Call of Duty: Modern Warfare 2 (2009)[92]
- Marco Barbarigo in Assassin's Creed II (2009)[93]
- Beydamoo in Avatar (2009)[94]
- Generale Neutronov in Eat Lead: The Return of Matt Hazard (2009)[95]
- Rubeus Hagrid e Filius Vitious in Harry Potter e il principe mezzosangue (2009)[96]
- Hulk in Super Hero Squad (2009)
- Lord Vorselon e Orvus in Ratchet & Clank: A spasso nel tempo (2009)[97]
- Commentatore in Sonic & SEGA All-Stars Racing (2010)[98]
- Bartolomeo d'Alviano in Assassin's Creed: Brotherhood (2010)[99]
- Thor Anderson in Alan Wake (2010)[100]
- Prosciutto in Arthur e la vendetta di Maltazard (2010)[101]
- Padre Simon Wales in BioShock 2 (2010)[102]
- Zero in Elsword (2010)
- Membro dell'Arso Consiglio in Darksiders (2010)[103]
- Hendrick e Igor in Dracula: Origin (2010)[104]
- Maggiore Swift e Lo Strisciante in Fable 3 (2010)[105]
- Crono in God of War III (2010)[106]
- Ironhide in Transformers: War for Cybertron (2010)[107], Transformers - La vendetta del caduto (2009),[108] Transformers 3 (2011)[109]
- Orrore profondo e Magmion in Gormiti: Gli eroi della natura (2010)[110]
- Rubeus Hagrid in Harry Potter e i Doni della Morte - Parte 1 (2010)[111]
- Pandak "Baby" Panai in Just Cause 2 (2010)[112]
- Colonnello Orlan, Earl e Devastatore in StarCraft II (2010)[113]
- Zukovsky in Goldeneye 007 Reloaded (2010)[114]
- Majin in Majin and the Forsaken Kingdom (2010)
- Ispettore Capo Sheffield e Leon Bronev in Il professor Layton e la maschera dei miracoli (2011)[115]
- Stregatto in Alice: Madness Returns (2011)[116]
- Capitano Haddock in Le avventure di Tintin - Il segreto dell'Unicorno (2011)[117]
- Comandante Lockart in Crysis 2 (2011)[118]
- Black Barty in Disneyland Adventures (2011)[119]
- Filius Vitious in Harry Potter e i Doni della Morte - Parte 2 (2011)[120]
- Re Julien XIII ne I pinguini di Madagascar: Il ritorno del Dottor Blowhole (2011)[121]
- Thunderhawk "lancia di Jove" in Warhammer 40.000: Space Marine (2011)[122]
- Dizzy Wallin in Gears of War 3 (2011)[123]
- Eruptor e Stump Smash in Skylanders: Spyro's Adventure (2011)[124]
- Soldati imperiali e orchi random in The Elder Scrolls V: Skyrim (2011)
- Haedrig Eamon il fabbro in Diablo III (2012)[125]
- Salvador in Borderlands 2 (2012)[126]
- Guerra e Absalom in Darksiders II (2012)[127]
- Eruptor, Stump Smash, Wham Shell e Tree Rex in Skylanders: Giants (2012)[128]
- Leon Bronev e Airone in Il professor Layton e l'eredità degli Aslant (2013)[129]
- Kid X-Mas in Remember Me (2013)[130]
- Re Ragnar in Assalto alla Rocca del Drago di Tiny Tina (2013)[126]
- Patrick Stella in SpongeBob: La vendetta robotica di Plankton (2013)[131]
- Dottor Kassar in Call of Duty: Ghosts (2013)[132]
- Grizz e Boarguard in Sly Cooper: Ladri nel Tempo (2013)[133]
- Narratore in Far Cry 3: Blood Dragon (2013)[134]
- Zomon dei Sei Nefasti in Sonic Lost World (2013)[135]
- Wash Buckler in Skylanders: Swap Force (2013)
- Comandante Marcus Briggs in Titanfall (2014)[136]
- Conte di Mirabeau in Assassin's Creed: Unity (2014)[137]
- Hector Laine e Sergente Moue in Broken Sword 5: La maledizione del serpente (2014)[138]
- Hemet Nesingwary, Grommash Malogrido, Ogre Rocciadura, Mimimago, Mogor l'Ogre e Tecnomago Goblin in Hearthstone (2014)[139]
- Scrap Shooter, The Gulper, Capitano Dreadbeard  in Skylanders: Trap Team (2014)
- Lazlo Valentin / Professor Pyg in Batman: Arkham Knight (2015)[140]
- Strong, AJ, Finn, Lorenzo Cabot, Sinjin e Swanson in Fallout 4 (2015)[141]
- L'Arbiter in Halo 5: Guardians (2015)[142]
- Tritacarne in Heroes of the Storm (2015)[143]
- Wonderbot, William Todsworth e Zhang Fei in Inazuma Eleven GO Chrono Stones (2015)[144]
- Sammy O'Hara in Tom Clancy's The Division (2016)[145]
- Reinhardt in Overwatch (2016),[146] Overwatch 2 (2022)[147]
- Babbo sadico in Dead Rising 4 (2016)[148]
- Tri-Tip in Skylanders: Imaginators (2016)
- Dervhal in Horizon Zero Dawn (2017)[149]
- Daruk in The Legend of Zelda: Breath of the Wild (2017),[150] Hyrule Warriors: L'era della calamità (2020),[151] The Legend of Zelda: Tears of the Kingdom (2023)[152]
- Alto Sacerdote del Caos e Bittan Bratfisch in Call of Duty: Black Ops IIII (2018)[153]
- Arso Consiglio in Darksiders III (2018)[154]
- Merle Briggs in Far Cry 5 (2018)[155]
- Gufo in Sekiro: Shadows Die Twice (2019)[156]
- Narratore della campagna di Barbarossa in Age of Empires II: Definitive Edition (2019)
- Patrick Stella in SpongeBob SquarePants: Battle for Bikini Bottom - Rehydrated (2020)[157]
- Svend, Audun e Hemming in Assassin's Creed: Valhalla (2020)[158]
- Cassius Rider, Lucius Rhyne e Capitan Caliente in Cyberpunk 2077 (2020)[159]
- Tifone in Immortals: Fenyx Rising (2020)[160]
- Zurkie in Ratchet & Clank: Rift Apart (2021)[161]
- Golding, Bernard, Shields, Clark in New World (2021)[162]
- Nonno cane e Sig. Patata in My Friend Peppa Pig (2021)[163]
- Nute Gunray in LEGO Star Wars: La saga degli Skywalker (2022)[164]
- Taz in MultiVersus (2022)[165]
- Capitan Orione in Mario + Rabbids Sparks of Hope (2022)[166]
- Direttore Duncan Cole in The Callisto Protocol (2022)[167]
- Patrick Stella in SpongeBob SquarePants: The Cosmic Shake (2023), Spongebob Atlantis Squarepantis, Spongebob Squarepants Unite, Spongebob & Amici: Globulous Attacca!
- Zolothukin, sergente maggiore Ibrahimov, Vavilov, Fyodor Surkov, Semyon, colonnello, esperto di robotica junior, abitante spaventato, voce maschile gentile, scienziato spaventato, paziente dell'ospedale #1, custode del faro in Atomic Heart (2023)[168]
- Torben in Diablo IV (2023)[169]
- Mastro mentore Rayhan in Assassin's Creed Mirage (2023)[170]
- Capitano Bogart in Jumanji: Wild Adventures (2023)[171]
- Alvaro Catabierra in Assassin's Creed Shadows (2025)[172]
- Mister Zurkon nella serie di Ratchet & Clank, PlayStation All-Stars Battle Royale
- Don Lino in Shark Tale
- Commentatore tecnico in Sky Alpin
- Hopeguardian in Transformice
- Voce principale in Emergency 2
- Commentatore in Ski Alpin
- Telecronista in Crash Team Rumble
- Narratore in Trivia Murder Party 2 e Tee K.O. in The Jackbox Party Starter
- Koross: Yo-kai Watch 2

### Webserie
- Geoffrey Rush in Storyland (episodio 3)
- Mammon in Helluva Boss (doppiaggio sul canale YouTube di P Per Pepone)

## Teatro
- La palla al piede di Georges Feydeau, regia di Franco Parenti e Andrée Ruth Shammah, musiche di Fiorenzo Carpi (1978-1979)[173]
- Ivanov, Ivanov, Ivanov di Anton Čechov, regia di Franco Parenti e Andrée Ruth Shammah, musiche di Fiorenzo Carpi (1978) di [174]
- Il maggiore Barbara di George Bernard Shaw, regia di Andrée Ruth Shammah (1979-1980)[175]
- Rocky Horror Live (2012-2016)

## Filmografia
- La palla al piede di Georges Feydeau, regia di Gian Maria Tabarelli, Franco Parenti e Andrée Ruth Shammah, prosa televisiva trasmessa su Rai 2 il 12 gennaio 1981.[176]
- Arriva Cristina - serie TV, episodio 22 (Italia 1, 1988)
- Minisceneggiati di Bim Bum Bam: Batroberto, L'incredibile Debby, Un giallo nel Blu, L'hotel stregato (Canale 5, 1991-1995)
- Animali felici, regia di Angelo Ruta (1998)[177]
- Casa Vianello - serie TV, episodio 8×16 (Canale 5. 2000)
- Finalmente soli - serie TV (Canale 5)
- Oh My God! - serie TV (Agon Channel, 2013)
- Navigavia - webserie (InnTale YouTube)

## Programmi televisivi
- Game Boat (Rete 4), conduttore assieme a Cristina D'Avena e interprete della sigla
- Passaparola (Canale 5) - voce del pupazzo Ullallà e voce delle telepromozioni del programma
- La sai l'ultima? (Canale 5, 2019) - voce fuori campo
- Voce fuori campo di Selfie Show (Boing), Le Iene (Italia 1), La grande notte (Rai 2), Italian Academy 2 (Rai 2) e Drive Up (Italia 1)
- Voce di Geronimo Stilton al 47º Zecchino d'Oro (Rai 1, 2004)
- Voce di Four (dal 1986 al 1998) in Ciao Ciao (Rete 4 e Italia 1)[178].
- Voce di Uan (dal 1994) in Bim Bum Bam (Canale 5 e Italia 1), Matricole e Meteore (Italia 1, 2010), Domenica in (Rai 1, 2003-2004), Tutti pazzi per la tele (Rai 1, 2008), Matrix (Canale 5, 2005), Le Iene (Italia 1, 2008/2016), 90 Special (Italia 1, 2018) e Pomeriggio Cinque (Canale 5, 2022)
- Voce di Leo in Libri in TV (Rai 3, 1999)
- Caffelatte (Canale 5 e Italia 1) - voce del pupazzo Vitamina

## Discografia

### Come Pietro Ubaldi

#### Raccolte
- 2007 - Nel mondo degli gnomi (con Cristina D'Avena)

#### Singoli
- 1994 - Insuperabili X-Men (con Marco Destro)
- 2017 - Cartoonia (con Stefano Bersola)

#### Partecipazioni
- 2017 - AA.VV. Alza gli occhi e vai

### Come Four

#### Singoli
- 1986 - Four e Giorgia Ciao Ciao (con Giorgia Passeri)
- 1987 - Dai vieni a Bim Bum Bam/Ciao, ciao gioca con noi (con Paolo Bonolis, Manuela Blanchard Beillard, Uan, Giorgia Passeri)
- 1988 - Bim Bum Bam siamo qui tutti e tre/Ciao, ciao siamo tutti amici (con Paolo Bonolis, Manuela Blancard Beillard, Uan, Debora Magnaghi)

#### Partecipazioni
- 1986 - AA.VV. Fivelandia 4 con il brano Four e Giorgia Ciao Ciao
- 1987 - AA.VV. Fivelandia 5 con il brano Ciao Ciao gioca con noi
- 1988 - AA.VV. Fivelandia 6 con il brano Ciao Ciao, siamo tutti tuoi amici
- 1989 - AA.VV. Fivelandia 7 con il brano Per me, per te, per noi Ciao Ciao
- 1990 - AA.VV. Fivelandia 8 con il brano Finalmente Ciao Ciao
- 1991 - AA.VV. Fivelandia 9 con il brano Corre il treno di Ciao Ciao
- 1992 - AA.VV. Fivelandia 10 con il brano Afferra la magia di Ciao Ciao

### Come Cirillo

#### Partecipazioni
- 1992 - AA.VV. Fivelandia 10 con il brano Cantiamo con Cristina
- AA.VV. Gioca e suona con Cristina con il brano Kiss Me Licia
- AA.VV. Gioca e suona con Cristina con il brano Il Mago di Oz
- AA.VV. Gioca e suona con Cristina con il brano Alice nel paese delle meraviglie

### Come Geronimo Stilton
- 2003 - Nel regno della fantasia
- 2004 - Canzoni di Natale